# Skolledarföreningen
Skolledarföreningen inom Lärarförbundet organiserar majoriteten av Sveriges rektorer, förskolechefer och skolchefer. Den har cirka 7 000 medlemmar. Föreningen utger tidskriften Chef & Ledarskap med åtta nummer per år.